# Blattenpass
Der Blattenpass (früher auch: Plattenpass) befindet sich im Schweizer Kanton Basel-Landschaft und war bis ins 18. Jahrhundert ein wichtiger Übergang in der Blauenkette.

## Lage
Von Aesch im Birseck führt der Zugang zum Pass durch die Klus hinauf auf die Blatte, wo sich auf der Höhe von 577 m ü. M. der Kulminationspunkt des ehemals wichtigen Blattenpasses befindet. Von dort führt der Weg hinunter ins Laufental nach Zwingen. Der Pass ist nicht mit Motorfahrzeugen befahrbar, bietet aber Wanderern und Velofahrern ein Betätigungsfeld.

## Geschichte
Da sich der Fluss Birs im Chessiloch zwischen Grellingen und Zwingen durch felsige Abbrüche und um einen Sporn des Blauen herumwindet, war der Durchgang im Talboden für die Menschen lange Zeit unpassierbar. Daher entstand über den Sattel beim Blattenpass ein wichtiger Verkehrsweg, welcher das Birseck mit dem Laufental verband. Schon die Römer benutzten diesen Übergang, und die alte Römerstrasse wurde zum Hauptweg zwischen dem Elsass/Rheinebene und dem Jura.
In der Klus von Aesch entstanden im Mittelalter am Anfahrtsweg zum Pass auch einige Burgen, deren Ruinen heute noch teilweise gut erhalten sind: (Ruine Frohberg, Ruine Schalberg, Ruine Engenstein, Ruine Münchsberg), weiter folgt in 1,9 Kilometern Entfernung (Luftlinie) Ruine Pfeffingen; diese alle zeugen noch heute von der Wichtigkeit dieser Verbindung und der Anziehungskraft dieser Region.
Erst ab 1730 konnte das Hindernis im Chessiloch bewältigt werden, und die Verbindung über den Berg verlor rasch an Bedeutung. Mit dem Bau der Jurabahn im Jahre 1874 geriet der Pass dann ganz in Vergessenheit.
Auf der Passhöhe stand ein Wirtshaus, dessen Standort anhand von Fundamentresten immer noch erkennbar ist. Es wurde auf Anweisung des Basler Bischofs niedergerissen, da es sich zu einer Spelunke entwickelt hatte.